# 荒木優太
荒木 優太（あらき ゆうた、1987年2月24日 -）は、日本の日本文学研究者。専門は有島武郎。

## 経歴・人物
2009年3月、明治大学文学部卒業。2011年3月、明治大学大学院文学研究科日本文学専攻博士前期課程修了（修士論文題目：「有島武郎のアナクロニズム――『或る女』と『断橋』の間で」）。2015年に投稿評論「反偶然の共生空間――愛と正義のジョン・ロールズ」が第59回群像新人評論賞優秀賞を受賞（選考委員は大澤真幸、熊野純彦、鷲田清一）。同作について、法哲学者の吉良貴之は「ロールズ『正義論』の意欲的な読み方を示すものであるとともに、ご専門の近代日本文学への応用可能性も感じさせ、いわば〈法と文学〉の実践例としてとても興味深い」と評している。
大学に所属しない「在野研究者」を自称し、En-Soph、パブー、マガジン航などのウェブ媒体を中心に日本近代文学の研究やフランス哲学の作品翻訳などを発表している。大学院の先輩に菅本康之がいる。

## 著作

### 単著
- 『小林多喜二と埴谷雄高』ブイツーソリューション、[11]2013年2月。
- 『これからのエリック・ホッファーのために――在野研究者の生と心得』東京書籍、2016年3月。
- 『貧しい出版者――政治と文学と紙の屑』（『小林多喜二と埴谷雄高』の増補新版）フィルムアート社、2017年12月。
- 『仮説的偶然文学論――〈触れ‐合うこと〉の主題系』月曜社、2018年5月。
- 『無責任の新体系――きみはウーティスと言わねばならない』晶文社、2019年2月。
- 『有島武郎――地人論の最果てへ』岩波新書、2020年9月。
- 『転んでもいい主義のあゆみ――日本のプラグマティズム入門』フィルムアート社、2021年11月。
- 『サークル有害論――なぜ小集団は毒されるのか』集英社新書、2023年6月。

### 編著
- 『在野研究ビギナーズ――勝手にはじめる研究生活』明石書店、2019年9月。
- 『文豪悶悶日記』、住本麻子との共著、自由国民社、2023年9月。
- 『プロレタリア文学セレクション』平凡社ライブラリー、2025年3月。

### 雑誌掲載論考
学術論文
- 「宮嶋資夫『坑夫』試論――ポスト・プロレタリア文学の暴力論」、『大正文学論叢』第1号、明治大学大学院宮越ゼミ、2012年2月。
- 「有島武郎『卑怯者』における子供/達の群れ――〈他者〉論のパラドックス」、『有島武郎研究』第18号、2015年3月。
- 「不幸な而して同時に幸福な――有島武郎『小さき者へ』と三木清「幼き者の為に」」、『大正文学論叢』第2号、明治大学大学院宮越ゼミ、2016年2月。
- 「士族の相続――有島武郎『親子』と堕落するハビトゥス」、『有島武郎研究』第21号、2018年5月。
- 「失敗した地理学的アナキスト――有島武郎とアーノルド・ギヨー」、『有島武郎研究』第23号、2020年5月。
- 「生活より生存へ――有島武郎の森本厚吉批判」、『有島武郎研究』第26号、2023年5月。

批評
- 「反偶然の共生空間――愛と正義のジョン・ロールズ」（第59回群像新人評論賞優秀作）、『群像』2015年11月号。
- 「柄谷行人と埴谷雄高（第一回）――「他者」のインフレーション」、『草獅子』第1号、双子のライオン堂、2016年11月。
- 「傍観者心得――森鷗外『百物語』改釈」、『すばる』2017年2月号。
- 「柄谷行人と埴谷雄高（第二回）――党派性と死者のレイ/リョウ」、『しししし』第1号、双子のライオン堂、2017年12月。
- 「うるわしきリベラリズム」、『すばる』2018年8月号。
- 「柄谷行人と埴谷雄高（第三回）――二人のカンティアンの視差」、『しししし』第2号、双子のライオン堂、2019年1月。
- 「柄谷行人と埴谷雄高（最終回）――反出生主義から名の私生児へ」、『しししし』第3号、双子のライオン堂、2020年4月。
- 「円を歪ませるもの――鶴見俊輔とサークルの思想」、『すばる』2020年1月号。
- 「文學界新人賞を獲るにはどうしたらいいのか？」、『文学＋』第4号、凡庸の会、2024年9月。
- 「最も必要なものだけの人生――節約と独立の思想のゆくえ」、美馬達哉編『未来世界を哲学する 第２巻 働き方と暮らし方の哲学』 、丸善出版、2024年11月。

### エッセイ
- 「人間の屑、テクストの屑」、『Witchenkare（ウィッチンケア）』vol.6、yoichijerry、2015年4月。
- 「宮本百合子「雲母片」小論」、『Witchenkare（ウィッチンケア）』vol.7、yoichijerry、2016年4月。
- 「記憶の風化」、『文學界』7月号、2016年6月。
- 「敗残者バイアス」、『リポート笠間』63号、笠間書院、2017年11月。
- 「たきじごく」、『新潮』5月号、2018年4月。
- 「亀井秀雄と電子の夢」、『亀井秀雄の仕事とこれからの文学館』、市立小樽文学館、2018年6月。
- 「はい機械」、『潮』5月号、2020年4月。
- 「意志の海。」、『東京人』9月号、2020年9月。
- 「試行錯誤を、測るために」、『XD MAGAZINE』vol.5、プレイド、2022年8月。
- 「ファンと甦り」、『絶版本』、柏書房、2022年10月。

### 翻訳
- エミール・ブートルー『自然法則の偶然性について[リンク切れ]』Puboo、2013年。